# All-Star Baseball 2000
All-Star Baseball 2000 è un videogioco sviluppato da Iguana Entertainment e Realtime Associates. Pubblicato da Acclaim Entertainment per Game Boy Color e Nintendo 64 nel 1999, il gioco è un e-Sport uscito per console portatili alla fine del XX secolo.

## Modalità di gioco
All-Star Baseball 2000 è un videogioco di baseball sviluppato in 3D.
I ruoli dei giocatori dello sport oggetto del gioco sono i seguenti:

### Battitore
Il giocatore deve colpire la palla che gli viene lanciata dal lanciatore, con una mazza. A seconda della distanza della palla dal campo - in caso finisca fuori dall'area di gioco, si otterrà un fuoricampo - il giocatore otterrà un punteggio più o meno elevato e, se sbaglierà alla prima battuta, potrà riprovare altre due volte.
Dopo aver colpito la palla, deve percorrere le postazioni ed intercettare la palla prima che venga presa dal ricevitore avversario.

### Ricevitore
Il ricevitore deve attendere che la partita si svolga e, successivamente, intercettare la palla prima che lo faccia il battitore avversario.

### Lanciatore
Il lanciatore ha il compito di lanciare la palla quando gli viene ordinato dall'arbitro, assicurandosi che il battitore non la colpisca o non la spedisca lontano dal campo.

## Accoglienza
Next Generation ha recensito la versione per Nintendo 64 del gioco, classificandolo a quattro stelle su cinque e affermando quanto seguentemente riportato: